# Danthonia
Danthonia is een geslacht uit de grassenfamilie (Poaceae). De soorten van dit geslacht komen voor in delen van het noordelijk halfrond.

## Soorten (selectie)
- Danthonia alpina Vest
- Danthonia cachemyriana Jaub. & Spach
- Danthonia californica Bol.
- Danthonia cirrata Hack. & Arechav.
- Danthonia compressa Austin
- Danthonia cunninghamii Hook. f.
- Danthonia decumbens (L.) DC.
- Danthonia dimidiata Vickery
- Danthonia dregeana (Nees) Steud.
- Danthonia fortunae-hibernae Renvoize
- Danthonia geniculata  J.M.Black
- Danthonia gracilis Hook.f.
- Danthonia intermedia Vasey
- Danthonia linkii
- Danthonia longifolia R.Br.
- Danthonia montevidensis Hack. & Arechav.
- Danthonia nivicola Vickery
- Danthonia nudiflora P.Morris
- Danthonia parryi Scribn.
- Danthonia pauciflora R.Br.
- Danthonia procera Vickery
- Danthonia sericea Nutt.
- Danthonia raoulii Steud.
- Danthonia rhizomata Swallen
- Danthonia unarede Raoul
- Danthonia unispicata (Thurb.) Munro ex Macoun

Een aantal soorten die voorheen geclassificeerd werden als Danthonia worden tegenwoordig inbegrepen bij Amphibromus, Astrebla, Austrodanthonia, Chionochloa, Joycea, Karroochloa, Monachather,  Merxmuellera, Notodanthonia, Pentaschistis, Plinthanthesis, Rytidosperma of Schismus.